# Пивовариха

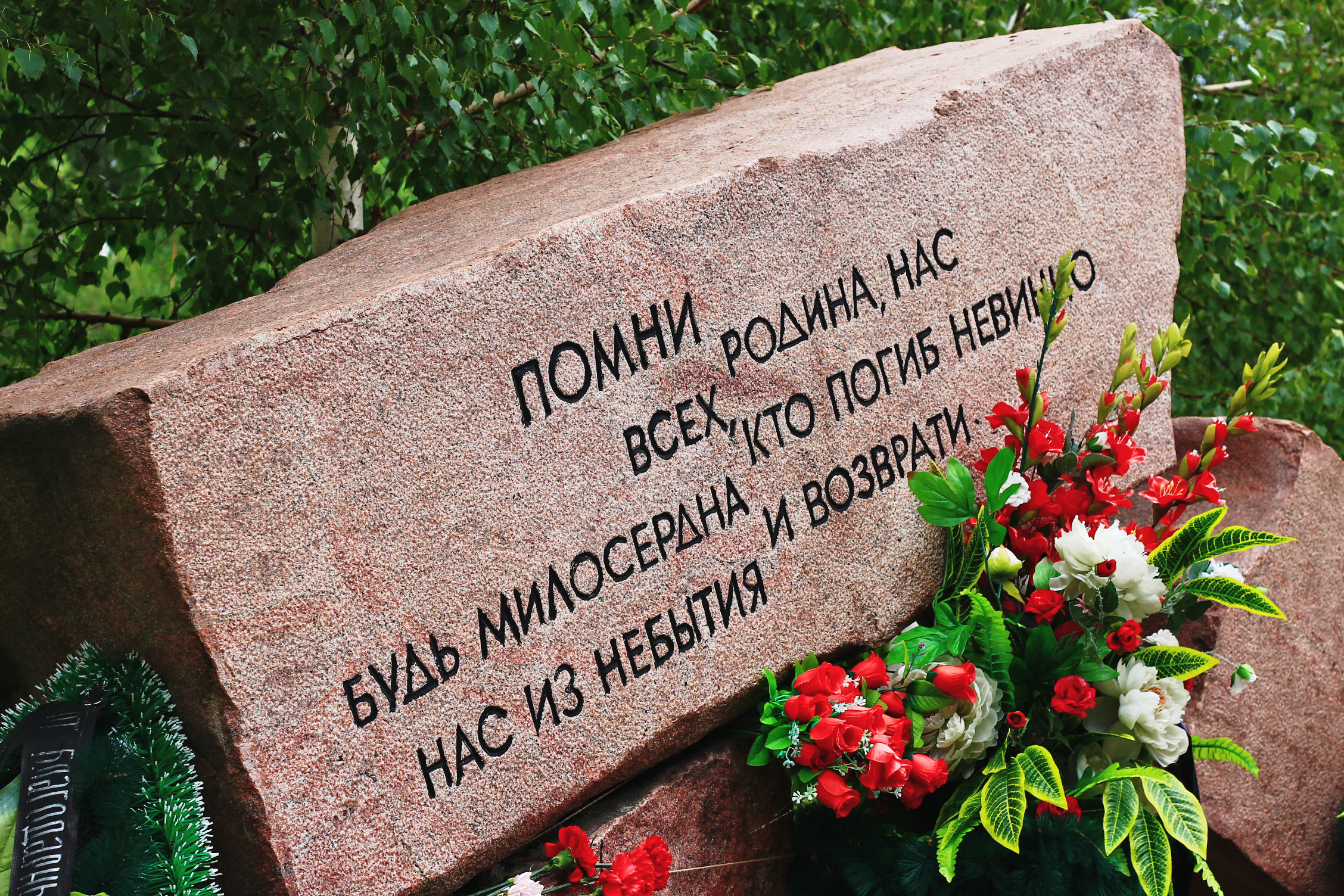
Место захоронения жертв массовых политических репрессий 1937—1940 гг.

Пивова́риха — село в Иркутском районе Иркутской области России. Административный центр Ушаковского муниципального образования.

## География
Расположено в 12 км к востоку от центра города Иркутска, на левобережье реки Ушаковки (в 1 км к югу от русла реки), на Голоустненском тракте — региональной автодороге 25К-010 Иркутск — Большое Голоустное.

## История
Село появилось на месте заимки почётного и богатого иркутского сына боярского Ивана Пивоварова. Пивоваров построил храм Святого мученика Иоанна Воина. В 1815 году храм был закрыт, в его здании разместилась библиотека Иркутской семинарии.
В довоенный период рядом с селом находилась спецзона НКВД, где в 1930-е годы расстреливали политзаключённых. За время Большого террора здесь были тайно убиты выстрелом в затылок и захоронены во рвах около 17 тысяч человек. После обнаружения в сентябре 1989 года в лесном массиве первых могильников с жертвами массовых казней, на этом месте был устроен мемориальный комплекс.
Рядом с поселением располагается старообрядческое кладбище "Покровский погост".

## Население
| 2002 | 2010  | 2011  | 2012  | 2021  |
| ---- | ----- | ----- | ----- | ----- |
| 2434 | ↗3506 | ↗3530 | ↗3729 | ↗4847 |

В 2005 году в Пивоварихе проживало около 2600 человек, из них: пенсионеров — 390 человек, детей до 7 лет — 185, детей от 7 до 17 лет — 368 человек.

## Происшествия
- 3 ноября 2021 года в районе села Пивовариха потерпел крушение самолёт белорусской авиакомпании «Гродно» АН-12БК[7]. Самолёт при посадке заходил на второй круг и пропал с радаров.